# Pott (Familienname)
Pott ist ein deutscher Familienname.

## Namensträger
- Adolf Pott (1906–1943), deutscher Landrat
- Alfred Pott (1882–1951), deutscher Chemiker und Industriemanager
- Alida Pott (1888–1931), niederländische Malerin
- Andreas Pott (* 1968), deutscher Geograph und Migrationsforscher
- Anthon Günther Pott (1646–1711), königlich dänischer Brigadier
- Anton Pott (1903–1986), deutscher römisch-katholischer Bischof
- August Pott (1806–1883), deutscher Hofkapellmeister in Oldenburg
- August Friedrich Pott (1802–1887), deutscher Sprachforscher
- Carl Pott (1906–1985), deutscher Besteckfabrikant, Pott (Besteck-Manufaktur) und Industriedesigner
- Carl Hugo Pott, deutscher Unternehmer, Gründer von Pott (Besteck-Manufaktur)
- David Julius Pott (1760–1838), deutscher Theologe
- Eckart Pott (* 1948), deutscher Biologe, Autor und Naturfotograf
- Elisabeth Pott (* 1949), deutsche Ärztin für Öffentliches Gesundheitswesen und Hochschullehrerin
- Emil Pott (1851–1913), deutscher Tierzuchtwissenschaftler
- Friedrich Schünemann-Pott (1826–1891), deutsch-amerikanischer Freidenker und Theologe
- Fritz Pott (1939–2015), deutscher Fußballspieler und -trainer
- Gottfried Pott (1939–2024), deutscher Typograf, Kalligraf und Lehrer
- Guido Pott (* 1966), deutscher Politiker (SPD)
- Hans-Georg Pott (* 1946), deutscher Germanist
- Harry Pott (1911–1985), deutscher Kommunalpolitiker
- Heiner Pott (* 1954), deutscher Politiker (CDU)
- Herbert Pott (1883–1953), britischer Turmspringer
- Hubert Pott (* 1882), deutscher Jurist und Politiker (DNVP)
- Ingo Pott (* 1970), deutscher Architekt
- Jan-Niklas Pott (* 1993), deutscher Badmintonspieler
- Johann Balthasar Pott (1693/1694–1751), deutscher Verwaltungsjurist und Amtmann
- Johann Heinrich Pott (1692–1777), deutscher Chemiker und Apotheker
- Klaus Friedrich Pott (fl. 19. Jahrhundert), deutscher Handelslehrer und Studienrat
- Konstantin Pott (* 1998), deutscher Politiker (FDP)
- Marcel Pott (* 1946), deutscher Fernsehjournalist und Autor
- Oliver Pott (* 1973), deutscher Unternehmer
- Paul Pott (1882–1966), deutscher Architekt
- Percivall Pott (1714–1788), englischer Chirurg
- Richard Pott (Mediziner) (Hermann Richard Pott; 1844–1903), deutscher Pädiater, Hochschullehrer in Halle
- Richard Pott (Botaniker) (* 1951), deutscher Geobotaniker
- Richard Pott (Manager) (* 1953), deutscher Physiker und Industriemanager
- Walter Pott (Politiker) (1878–1960), deutscher Politiker (LDPD)
- Walter Pott (Schauspieler) (1917–1972), deutscher Schauspieler
- Wolfgang Pott (* 1929), deutscher Richter